# 화전농업

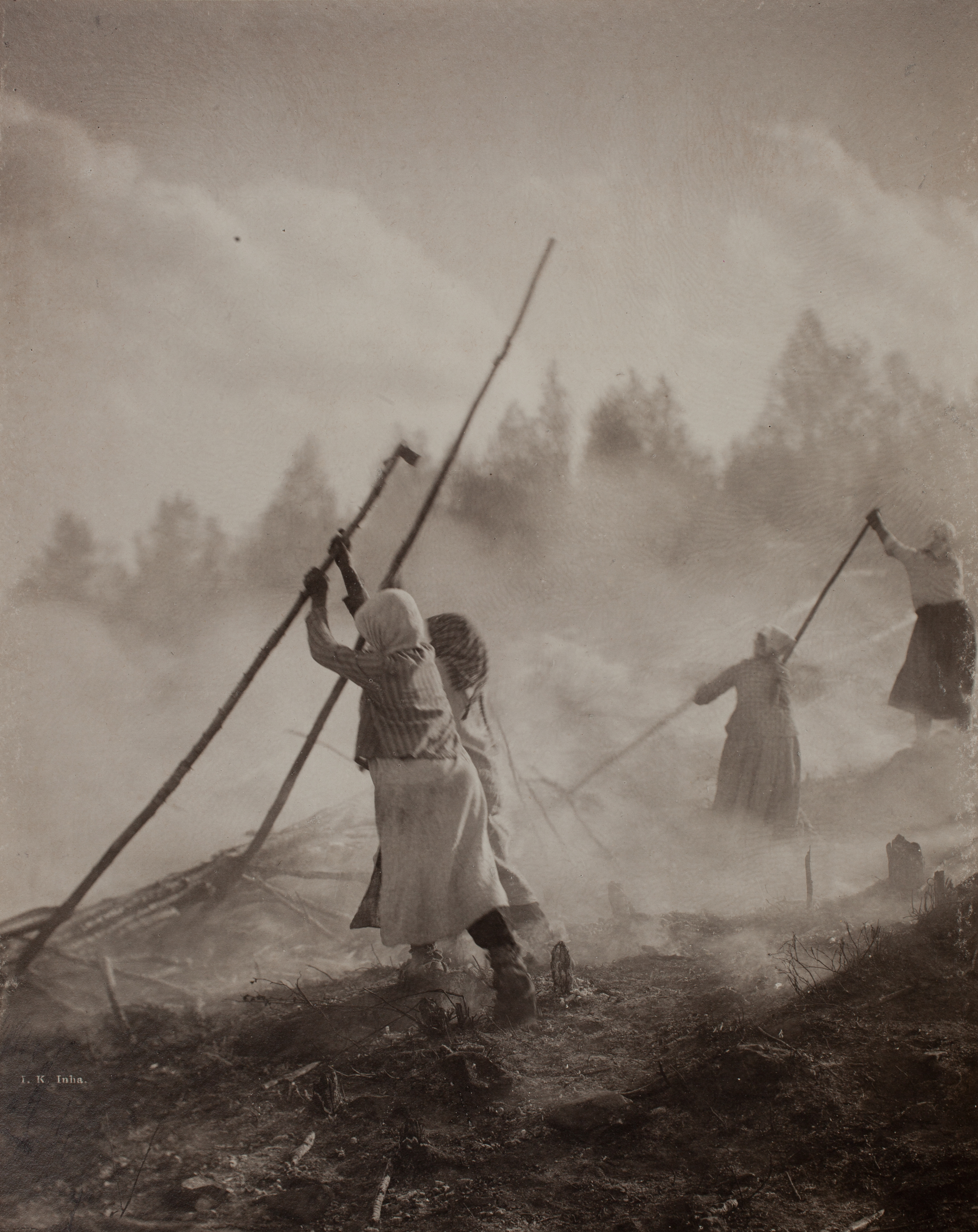

화전농업(火田農業)은 세계 각지의 열대림에서 근채류 재배를 위해 사용하거나 동남아시아의 산림 구릉지대에서 밭 경작에 사용하는 경작법이다.
화전은 수도작(水稻作)이 불가능한 산간지대나 고원에서 초지(草地)를 태우고 난 뒤 그 땅에 밭곡식을 심어 거의 비료를 주지 않고 경작하는 것이다. 이 농업은 극히 원시적인 약탈경제의 한 형태로, 동양에서 가장 오래된 농경방식이다. 중국의 화경(火耕)이나 일본의 야키바타(燒畑)도 이에 속한다.

## 한국의 화전농업

### 기원
한국 화전의 기원은 명확하지 않다. 고구려 등 북부의 여러 종족이 화전식 농경을 했다고 하며, 발굴된 경작 도구로는 쇠가래가 있다. 또 〈삼국사기〉에 의하면 신라 진흥왕 창녕비(昌寧碑：561)에 백전(白田)이라는 글자가 답(畓)이라는 글자와 구별되어 나타나는데, 이 백전을 화전으로 보기도 한다. 함경남도·함경북도 변경의 산간지대에서 생활하는 재가승려(在家僧侶)들의 화전농업이 한국 화전농업의 기원이라는 설도 있으나 확실하지 않다.

### 정착
화전이 기록상 분명하고 제도상으로 인정된 것은 고려시대이다. 고려시대의 전제(田制)는 불역전·일역전·재역전으로 구분되는데, 일역전과 재역전의 경작방법은 근래의 화전경작 방법과 비슷하다. 조선시대에는 화전을 제도상으로 인정했을 뿐 아니라 과세를 매기기 위해 화전이 있는 지역을 기록한 지명록(地名錄)을 작성하기도 했으나, 화전민의 실제 파악은 어려웠다. 특히 임진왜란 이후 만성화된 인구의 증가, 심각한 토지의 부족으로 소작지의 차경(借耕)에서 밀려나고 있던 빈농·무전(無田) 농민들이 화전 개간에 광범위하게 참여하게 되면서 화전민의 파악은 더욱 어려워졌다. 화전은 본래 한해 동안 씨를 뿌리고 추수한 후 지력(地力)이 쇠해지면 이듬해에 다른 곳으로 옮겨가는 유농(遊農)이었다. 그러나 점차 산간지대에서 화경과 함께 여경농업(犁耕農業)으로 운영되면서 정착하여 화전농업을 하는 정주화전(定住火田)으로 바뀌었다.

### 정리
화전에 대한 전면 정리는 1898년(광무 2) 대한제국에 의해 추진된 양전지계사업(量田地契事業) 때 이루어졌다. 지질이 척박하여 일역·재역하는 토지를 일역전·재역전으로 따로 등명을 정함으로써, 이제까지 화전으로 간주되어오던 토지들이 완전히 전답으로 파악되었다. 일제강점 후에는 비과세지로 되었다가 1914년에 다시 과세 대상이 되어 1일경(一日耕)에 8전(錢)의 세금이 부과되었고, 8·15해방 후 농지개혁에 따라 비과세지로 바뀌었다. 일제는 과세 및 국유림 보호 차원에서 화전에 대해 자세한 현황 조사를 했다. 이에 의하면 화전에는 불대기(부덱이·火德)·화전·산전(山田)의 3가지가 있는데, 불대기는 원시림에 처음으로 불을 지른 해에 작물을 부치는 경작법이며, 화전은 보통의 것으로 불대기도 2년이 지나면 이에 속했다. 산전은 영구 화전화한 결과 비옥도가 일반 토지와 크게 차이가 없게 된 것으로, 화전민들은 급경사지에서도 소 두 마리를 사용하는 겨리쟁기(二頭牛犁)로 수평 경운을 했다. 화전의 수확량은 첫 해에는 보통 밭의 소출과 거의 같으나 2년째 이후로는 현저히 감소하여 3~4년이 지나면 1/5로 격감한다고 한다. 화전의 면적은 1936년 당시 약 44만 정보로, 그중 함경북도와 평안북도에는 각각 12만 정보가 넘었다. 순화전민은 7만 5,000여 호인데, 강원도와 함경남도가 각각 2만 호를 넘었으며 평안북도도 1만 5,000여 호 정도였다. 산림녹화 및 토양보존의 필요성 때문에 조선시대나 일제강점기에도 화전을 정리하려는 노력이 있었으나 실효를 거두지 못했다. 1965년 남한만의 화전농가 호수는 4만 7,000여 호로 집계되었는데 이중 강원도가 20여 만 명으로 가장 많은 비율을 차지하고 있다. 1968년 '화전정리법'이 공포되면서 주로 강원도 산간지방에 남아 있던 화전민을 다른 지방에 정착시키기 시작하여 1976년에 화전정리가 종결되었다.

## 같이 보기
- 2019년 아마존 우림 산불

## 참고 문헌
- 이 문서에는 다음커뮤니케이션(현 카카오)에서 GFDL 또는 CC-SA 라이선스로 배포한 글로벌 세계대백과사전의 내용을 기초로 작성된 글이 포함되어 있습니다.